# قبيبة القوقعة
قبيبة القوقعة هي أحد أجزاء القوقعة.